# Cekury
Cekury – część wsi Galów w Polsce, położona w województwie świętokrzyskim, w powiecie buskim, w gminie Busko-Zdrój.
W latach 1975–1998 Cekury administracyjnie należały do województwa kieleckiego.